# ليل تاي
تاي تيان (بالإنجليزية: Tay Tian) واسم الشهرة ليل تاي (بالإنجليزية: Lil Tay) (مواليد 2009) هي مغنية راب ومؤثرة على مواقع التواصل الاجتماعي، وهي كندية ولدت في الولايات المتحدة ومنحدرة من أصول صينية. اشتهرت عام 2018 عندما كانت تبلغ من العمر 9 سنوات، شهرتها كانت عبر الانترنت، ووصفت على أنها أصغر مؤثرة على الانترنت. نشرت العديد من مقاطع الفيديو القصيرة على إنستغرام وأغاني الراب على يوتيوب، مما استقطب ملايين المشاهدات والمتابعين. حتى تم مسح المحتوى بشكل مفاجئ بعد مزاعم قالت بأنها تدربت على أفعالها على وسائل التواصل الاجتماعي. بعد منشور على حساب انستغرام الخاص بها يشير إلى أنها ماتت، رد المسؤولون عن تطبيق القانون بأنهم لا يستطيعون تأكيد هذه المعلومات، لكن أخيرًا تبين أن الخبر كاذب.

## وفاة مزيفة
بتاريخ 9 أغسطس 2023 نشر حساب تاي على انستغرام نبأ وفاتها برفقة شقيقها جايسون تيان (21 عام)، بعد 5 سنوات من شهرتها. كما أن المنشور قد ذكر بأن الوفاة كانت غير متوقعة، وأن أسبابها ما زالت قيد التحقيق. رغم ذلك كان هناك العديد من المشككين بالخبر. وقد تحدث والد تاي ومديرها السابق إلى موقع بيزنس إنسايدر وقالا في بداية الأمر أنهما لا يستطيعان تأكيد أو نفي ما إذا كانت قد ماتت فعلًا، كما صرحت إدارتا شرطة فانكوفر ولوس أنجلوس أنهما لم يكن لديهما أي تقارير عن وفاتها، وأنهما لا يحققان في الأمر. بينما ذكرت صحيفة فارايتي أنها تلقت بيانا من إدارتها يؤكد وفاتها.
بعض الصحفيون لاحظوا أن خانة السيرة الذاتية على حساب تاي على يوتيوب كُتب عليه "ساعدني"، لكن من غير المعلوم متى كُتب ذلك.
في 10 أغسطس أكدت عائلة تاي وموقع تي ام زي أن حساب انستغرام الخاص بها قد تم اختراقه وتم حذف المنشور الذي أعلن عن وفاتها. كما أصدر موقع سنوبس.كوم لتدقيق الحقائق تحديثًا لتقاريرهم عن تاي، بعد الإبلاغ في الأصل عن وفاة تاي.
بعد أن أبلغ عن وفاة تاي. المدير السابق لها هاري تسانغ، الذي قال إنه لم يتحدث إلى العائلة منذ عامين، أشار إلى أن الإعلان عن وفاة تاي كان بمثابة حيلة لإعادتها إلى أعين الناس. أخيرًا ذكر موقع تي ام زي أيضًا أن تاي قدمت بيانًا يؤكد أن حسابها قد تم اختراقه، وأنها وشقيقها على قيد الحياة وأن اسمها الحقيقي هو تاي تيان وليس كلير هوب.